# Eriobotrya deflexa
Eriobotrya deflexa är en rosväxtart som först beskrevs av William Botting Hemsley, och fick sitt nu gällande namn av Takenoshin Nakai. Eriobotrya deflexa ingår i släktet eriobotryor, och familjen rosväxter.

## Underarter
Arten delas in i följande underarter:
- E. d. buisanensis
- E. d. deflexa
- E. d. buisanensis